# 数の世界
『数の世界』（かずのせかい）は、NHK教育テレビジョンで1980年4月11日から1985年3月11日まで放送されていた小学校5年生向けの学校放送（教科：算数）である。

## 放送時間
いずれも日本標準時。別の時間帯での再放送あり。
| 期間                          | 放送時間                                                                                              |
| ----------------------------- | --- |
| 1980年4月11日                 | 金曜日 14:05 - 14:20 初回のみこの時間帯で本放送。以後は再放送枠となる。                               |
| 1980年4月14日 - 1982年3月15日 | 月曜日 11:00 - 11:15                                                                                  |
| 1982年4月5日 - 1984年3月12日  | 月曜日 10:45 - 11:00                                                                                  |
| 1984年4月9日 - 1985年3月11日  | 月曜日 10:15 - 10:30 新作の放送は1985年2月25日まで。3月4日放送分と3月11日放送分は過去の内容の再放送。 |

## 出演者
藤井つとむ
博士の弟子。
博士
声 - 増岡弘
数学の研究者。